# Zachary Taylor
Zachary Taylor, ameriški general in politik, * 24. november 1784, Barboursville, Virginija, † 9. julij 1850, Washington, D.C.
Taylor je bil 12. predsednik ZDA (1849–1850).